# 10e régiment d'artillerie à pied (1910-1919)
Pour les articles homonymes, voir 10e régiment.
Ne doit pas être confondu avec 10e régiment d'artillerie à pied.
Le 10e régiment d'artillerie à pied (10e RAP) est un ancien régiment de l'armée française, créé en 1910 à partir du 10e bataillon d'artillerie à pied lui-même issu du 10e bataillon d'artillerie de forteresse créé en 1883. Cette unité destinée à la défense des places fortifiées et qui a participé à la Première Guerre mondiale est dissoute en 1919. Ses traditions sont reprises par le 160e régiment d'artillerie.

## Création et différentes dénominations
- 24 juillet 1883 : création du 10e bataillon d'artillerie de forteresse
- 1893 : dénommé 10e bataillon d'artillerie à pied
- 1er mars 1910 : devient 5e régiment d'artillerie à pied après regroupement des 18 bataillons d'artillerie à pied[1]
- 31 décembre 1919 : Dissous

## Chefs de corps
- 1883 : chef d'escadron Marx
- 1888 : chef d'escadron Prévost
- 1892 : chef d'escadron Faucompré

## Historique des garnisons, combats et bataille
Après la guerre de 1870, le nouveau système fortifié du colonel Séré de Rivières consiste en un rideau défensif de places fortes proches des frontières. 
Une loi du 24 juillet 1883 décide la création de 16 bataillons d'artillerie de forteresse (BAF), à six batteries, pour le 1er septembre suivant. Ces bataillons, formés avec toutes les batteries à pied des régiments d'artillerie existant, seront stationnés dans les places frontières et les ports.

### 10ebataillon d'artillerie de forteresse
Le 10e bataillon d'artillerie de forteresse est créé par la loi du 24 juillet 1883 et formé le 1er septembre 1883 avec des batteries fournies par les :
- 1er régiment d'artillerie
- 4e régiment d'artillerie
- 5e régiment d'artillerie

Il est stationné à Marseille et Toulon.

### 10ebataillon d'artillerie à pied
Par décret du 25 juillet 1893, le 10e bataillon d'artillerie de forteresse devient 10e bataillon d'artillerie à pied le 1er janvier 1894. 
Il stationne à Marseille et Port-Vendres.

### 10erégiment d'artillerie à pied
Le 10e régiment d'artillerie à pied est créé le 1er mars 1910 lorsque les 16 bataillons d'artillerie à pied sont regroupés en 11 régiments d'artillerie à pied. Il occupe les garnisons de Toulon, Porquerolles et Marseille.
Au 1er mai 1914, la portion principale du régiment est en garnison à Toulon.
Les différentes batteries combattent séparément pendant la Première Guerre mondiale et sont peu à peu rattachées à d'autres unités. 
Créé en décembre 1914, le 2e groupe lourd du régiment est équipé de canons de marine de 100 mm mle 1897. 
Groupe hippomobile, il reçoit des tracteurs automobiles en août 1915 et devient le 9e groupe  du 2e régiment d'artillerie à pied.
Le 10e RAP est dissout le 31 décembre 1919. Ses traditions sont reprises par le 160e RA, créé en 1918.

## Drapeau
Le 10e régiment d'artillerie à pied reçoit un drapeau en 1910, qui ne porte aucune inscription,.

## Sources et bibliographie
- Historique anonyme du 10e bataillon d'artillerie/régiment d'artillerie à pied, 1883-1919, lire en ligne : page 1, page 2, 3, page 4, page 5, via "delmi83"
- Historiques des corps de troupe de l'armée française (1569-1900)